# Bubble Pop!
Bubble Pop! è il primo EP della cantante sudcoreana Hyuna, pubblicato nel 2011 dall'etichetta discografica Cube Entertainment insieme a Universal Music Group.

## Il disco
Il 29 giugno, 2011 viene pubblicato il primo singolo A Bitter Day  che prevede i featuting di G.NA E di Junhyung membro dei "Beast" il brano raggiunge la 10 posizione in varie classifiche. Il videoclip del brano fu pubblicato il giorno dopo su YouTube.
Il 5 luglio viene pubblicato il secondo singolo nonché la title track dell'EP: il brano raggiunse la terza e seconda posizione nella Billboard ottenendo molto successo. Il videoclip venne pubblicato lo stesso giorno della canzone.
Per concludere le promozioni dell'album, venne pubblicato il terzo e ultimo singolo, Just Follow, che comprende un featuring con Dok.2 che nel videoclip e in varie performance live, pubblicato l'11 agosto assieme al singolo, viene sostituito da Zico.

## Esibizioni dal vivo
HyunA si esibì in vari show televisivi musicali con le canzoni "Attention", "Bubble Pop!" e "Just Follow".

## Tracce
1. Attention – 1:26 (Boemi, Nangi)
2. Bubble Pop – 3:33 (Shinsadong Tiger, Choi kyu sung)
3. Downtown (feat. Ji-Yoon) – 3:23 (Shinsadong Tiger, Choi kyu sung)
4. A Bitter Day (feat. G.NA e Junhyung) – 3:47 (Choi kyu sung, Junhyung)
5. Just Follow (feat. Dok.2) – 3:25 (Dok.2)

## Classifiche
| Classifica (2011) | Posizione massima |
| ----------------- | ----------------- |
| Corea del Sud     | 7                 |